# 王涤 (唐朝)
王滌（？—？），字用霖，瑯琊人，唐朝官员。

## 生平
唐昭宗景福年間進士，曾經擔任中書舍人，天祐年間前往福建避難，最終在福建去世。王涤与贯休有所往來。《全唐诗》收錄了王涤寫的1首詩，《全唐诗补编·续拾》收錄了王涤寫的另外1首詩。